# Liga Națională de Rugby 2024
Sezonul 2024 al Ligii Naționale de Rugby este cea de-a 110-a ediție a Campionatului de rugby al României.

## Echipele participante
| La ediția 2024 a campionatului național de rugby participă următoarele șase cluburi: 1. Știința Baia Mare 2. Steaua 3. Universitatea Cluj-Napoca 4. Dinamo 5. Timișoara Rugby 6. Rapid |

| Club               | Antrenor       | Căpitan           | Stadion                    | Capacitate |
| ------------------ | -------------- | ----------------- | -------------------------- | ---------- |
| Dinamo București   | Sosene Anesi   | Ovidiu Cojocaru   | Stadionul Arcul de Triumf  | 8,207      |
| Steaua București   | Viorel Lucaci  | Dragoș Ser        | Stadionul Steaua           | 31,254     |
| Știința Baia Mare  | Eugen Apjok    | Nicolaas Immelman | Arena Zimbrilor            | 2,300      |
| Timișoara          | Mugur Preda    | Vlad Neculau      | Stadionul Gheorghe Rășcanu | 1,000      |
| Universitatea Cluj | Cristian Săuan | Alexandru Banu    | Stadionul Iuliu Hațieganu  | 500        |
| CS Rapid București | Stelian Burcea | Iulian Melinte    | Stadionul Olimpia          | 2,000      |

## Programe și rezultate

### Finale

#### locul 5
| 30 August 2024 |

| CS Rapid Bucuresti(6) | 11-16  | Universitatea Cluj-Napoca (5) |
| --------------------- | ------ | ----------------------------- |
|                       | Report |                               |

| Olimpia Spectatori: 250 Arbitru: Alexandru Nitulescu |

#### Locul 3 - 4
| 8 September 2024 |

| Steaua București (4) | 36-30  | Dinamo (3) |
| -------------------- | ------ | ---------- |
|                      | Report |            |

| Stadionul Arcul de Triumf, București |

#### Locul 1 și 2
| 8 September 2024 |

| Baia Mare (2)                                                       | 21–22  | (1) SCM Timișoara                                        |
| ------------------------------------------------------------------- | ------ | -------------------------------------------------------- |
| Eseu: Lămboiu 60' Tr: Popoaia (1/1) 61' Pen: Popoaia (2/2) 20', 36' | Report | Eseu: Graure 75' c Pen: Williams (4/6) 7', 14', 56', 80' |

| Stadionul Arcul de Triumf, București |

| FB             | 15 | Paul Popoaia          |
| RW             | 14 | Mihai Lămboiu         |
| OC             | 13 | Abele Atuinasa        |
| IC             | 12 | Sione Fakaʻosilea     |
| LW             | 11 | Kefentse Mahlo        |
| FH             | 10 | Nikau McGregor        |
| SH             | 9  | Vlăduț Bocăneț        |
| N8             | 8  | Beka Bitsadze         |
| OF             | 7  | Nicolaas Immelman (c) |
| BF             | 6  | Alexandru Alexe       |
| RL             | 5  | Ștefan Iancu          |
| LL             | 4  | Mate Dardzulidze      |
| TP             | 3  | Revazi Dugladze       |
| HK             | 2  | Levan Papidze         |
| LP             | 1  | James Scott           |
| Substitutions: |    |                       |
| HK             | 16 | Robert Irimescu       |
| PR             | 17 | Mihai Dico            |
| PR             | 18 | Sandro Zubashvili     |
| FL             | 19 | Nugzar Gelashvili     |
| FH             | 20 | Alexandru Harasim     |
| SH             | 21 | Alexandru Țiglă       |
| CE             | 26 | Jason Tomane          |
| LK             | 23 | Florian Roșu          |
| Coach:         |    |                       |
| Eugen Apjok    |    |                       |

| FB             | 15 | TC Kisting          |
| RW             | 14 | Dylan Schwartz      |
| OC             | 13 | Gabriel Pop         |
| IC             | 12 | Mihai Graure        |
| LW             | 11 | Joe Perez           |
| FH             | 10 | Tudor Boldor        |
| SH             | 9  | Jondré Williams     |
| N8             | 8  | Cristi Chirică      |
| OF             | 7  | Keanan Murray       |
| BF             | 6  | Kamil Sobota        |
| RL             | 5  | Johan van Heerden   |
| LL             | 4  | Marcel Rusu         |
| TP             | 3  | Jean Smith          |
| HK             | 2  | Ovidiu Cojocaru (c) |
| LP             | 1  | Alexandru Gordaș    |
| Substitutions: |    |                     |
| HK             | 16 | Sergiu Puescu       |
| PR             | 17 | Bogdan Neacșu       |
| PR             | 18 | Dorin Tică          |
| FL             | 19 | Etienne Terblanche  |
| WG             | 20 | Damian Bonaparte    |
| FL             | 21 | Eduard Cioroabă     |
| LK             | 22 | Sailasa Turagaluvu  |
| FB             | 23 | Ovidiu Neagu        |
| Coach:         |    |                     |
| Sosene Anesi   |    |                     |